# Stålflickan
Supergirl (tidigare kallad Stålflickan i Sverige) är namnet på flera seriefigurer från DC Comics. En kvinnlig superhjälte, kallad Super-Girl, uppträdde första gången i Superman #123 1958. Året därpå skapades Supergirl som en återkommande figur av Otto Binder och tecknaren Al Plastino, och som debuterade i Action Comics #252 sommaren 1959. Binders och Plastinos version av Supergirl, Stålmannens kusin Kara Zor-El från Krypton, är även den mest kända och långlivade. Sedan debuten i Action Comics har Supergirl spridits till ett flertal av DC Comics övriga titlar och även gestaltats på film och i TV-serier. Hennes egen tidning gavs ut första gången 1972-74 och har sedan dess getts ut i ytterligare fem volymer. IGN rankade i maj 2011 Supergirl som nummer 94 på en lista över de hundra populäraste superhjältarna genom tiderna.

## Olika versioner
Det har funnit åtskilliga alternativa versioner av Supergirl varav de flesta är baserade på Kara Zor-El. De flesta blev kortlivade och förekom enbart inom Elseworlds medan ett fåtal existerade i officiell kanon, som ett resultat av tidsresor eller interdimensionella händelser.
Den ursprungliga Supergirl dog 1985 i Crisis on Infinite Earths som ett led i att återupprätta Stålmannen som den ende överlevande från Krypton. Efter Crisis tog två karaktärer utan släktskap med Stålmannen upp alter-egot Supergirl, den första var Matrix som i sin tur följdes av Linda Danvers.
2004 återkom Kara Zor-El i en modernare tappning som fanns kvar t.om. augusti 2011 då DC Comics genomförde en reboot efter Flashpoint. Kara ingår med små ändringar i DC:s nuvarande uppställning som en del av The New 52.

## I andra medier
Supergirl har gestaltats återkommande på film och i TV. I DC Animated Universe så kombineras karaktärerna Kara Zor-El och Linda Danvers till en ny variant av Supergirl som heter Kara In-Ze. Kara In-Ze är den enda överlevaren av Kryptons syster planet, Argos. Kara Zor-El hade en återkommande roll i TV-serien Smallville. En långfilm med Helen Slater i huvudrollen släpptes 1984 som en spinoff på Superman-filmerna. I den amerikanska sketchfilmen Movie 43 från 2013 spelas Supergirl av Kristen Bell.
I maj 2013 gavs en serieroman ut som preludium till långfilmen Man of Steel, i vilken Kara Zor-El är en forntida släkting till Kal-El och kapten på det skepp som i filmen upptäcks infruset i Arktis. 2015 började TV-serien Supergirl, då med Melissa Benoist i titelrollen.

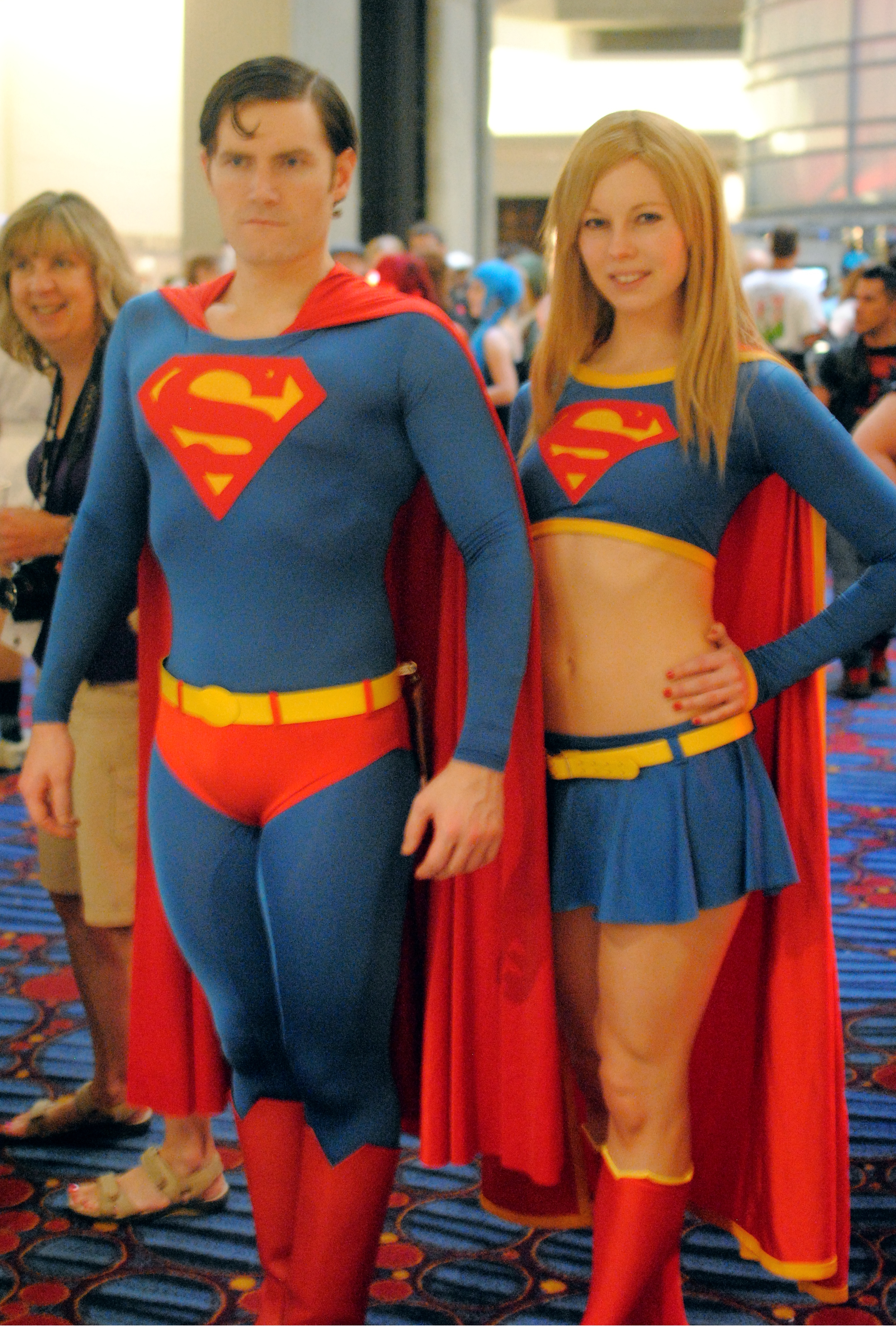
Cosplayers på DragonCon i Atlanta 2012 utklädda till Stålmannen och Supergirl. Supergirl är här gestaltad som den sentida versionen av Kara Zor-El (2004-2011).

## Fotnoter
1. ↑  ”Arkiverade kopian”. Arkiverad från originalet den 25 januari 2012. https://web.archive.org/web/20120125222643/http://uk.ign.com/top/comic-book-heroes/94. Läst 30 augusti 2013.
2. ↑  Crisis on Infinate Earths #7, DC Comics, oktober 1985
3. ↑  Superman Vol 2 #16, DC Comics, april 1988
4. ↑  Supergirl Vol 4 #1, DC Comics, September 1966
5. ↑  Superman/Batman Vol 1 #8, DC Comics, maj 2004
6. ↑  http://www.imdb.com/title/tt1333125/
7. ↑  Goyer/Snyder/Johns, Man of Steel: The Prequel, DC Comics, maj 2013
8. ↑  Supergirl, Internet Movie Database, läst 25 maj 2015